# Debra Fischer
Debra Ann Fischer est une professeur d'astronomie à l'université de Yale née le 1er mars 1951. Elle travaille dans la détection et la caractérisation d'exoplanètes. Elle faisait partie de l'équipe qui a découvert le premier système multiplanétaire,.

## Recherche et carrière

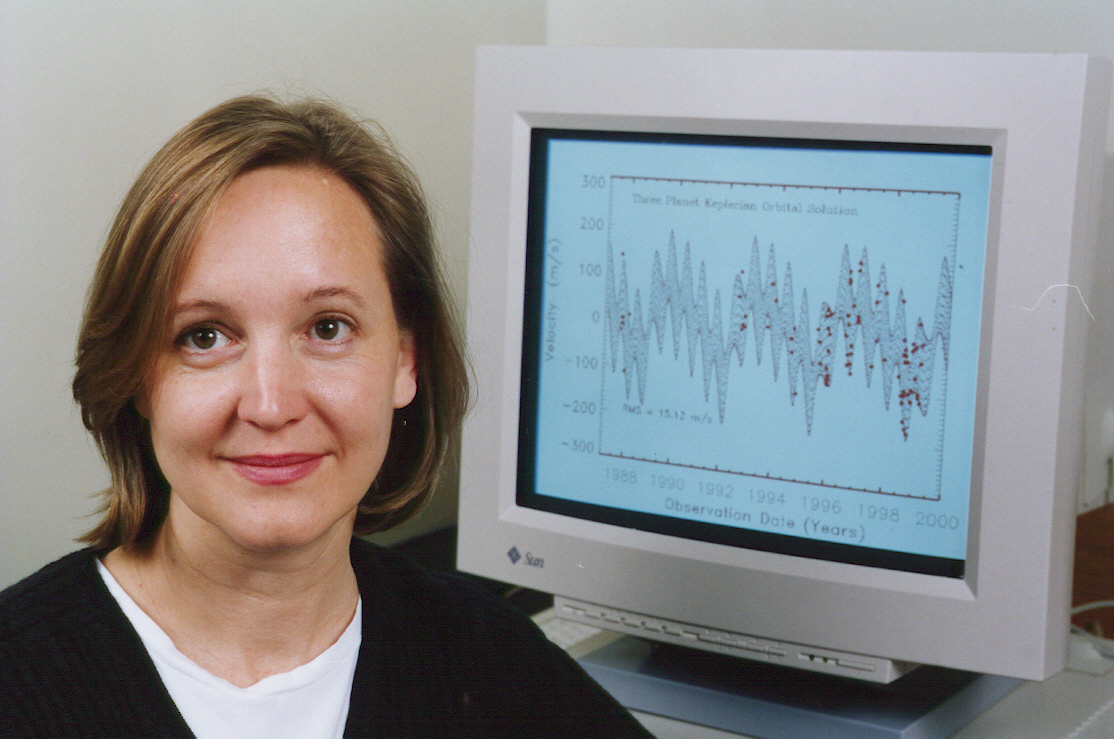
Debra Fischer devant un fit képlerien d'Upsilon Andromedae en 2004.

Fischer a co-écrit plus de 100 articles sur les étoiles naines et les objets de masse substellaire dans le voisinage galactique, dont plusieurs sur les exoplanètes. Elle est chercheuse principale dans le consortium N2K (en) recherchant des exoplanètes. Elle est également membre de l'équipe de recherche de planètes dirigée par Geoffrey Marcy,. Elle était chercheuse principale de Chiron, le spectromètre à haute résolution du CTIO. En 2011, elle commence le projet Fiber-optic Improved Next-generation Doppler Search for Exo-Earths avec la Planetary Society, un instrument qui aidera les chasseurs de planètes à trouver des planètes ressemblant à la Terre.

## Éducation
Fischer a reçu son bachelor en science de l'université de l'Iowa en 1975, un master de science de l'Université d'État de San Francisco en 1992 puis son Ph.D. de l'université de Californie à Santa Cruz en 1998. Elle a travaillé comme chercheur postdoctoral à l'université de Californie à Berkeley en même temps qu'elle dirige le programme de recherche de planète de l'observatoire Lick,.